# 美麗傷痕
《美麗傷痕》（英語：Beautiful Trauma）是美國歌手紅粉佳人的第七張錄音室專輯，於2017年10月13日由RCA唱片發行。在前作《有愛有真相》的宣傳工作結束後，紅粉佳人決定在事業上稍作歇息以專注個人生活，並從中得到創作靈感。《美麗傷痕》的籌備時間長達三年，紅粉佳人與杰克·安东诺夫、格萊格·科爾斯汀跟歇爾貝克等製作人在專輯合作，而她與經紀人羅格·戴維斯與擔任專輯的執行製作人。專輯是一張受電子舞曲跟民間音樂影響的流行作品，主要以愛、心碎與人生對立面作為歌詞主題，當中亦表達出對社會與全球議題的關注。
專輯獲得樂評家反響不一的評價，包括讚賞專輯的整體製作與紅粉佳人的聲樂，但亦有認為專輯過於算計與公式化等批評，質疑作品的創造性。專輯發行首週以超過408,000張專輯等價單位（包括384,000張實際銷量）空降《告示牌》二百強專輯榜榜首，刷新紅粉佳人的最高首週銷量紀錄，並成為其第二張冠軍專輯。專輯其後亦獲得美國唱片業協會的白金唱片認證，代表作品的認證單位達到100萬張。專輯發行後也登上澳洲、加拿大、英國、愛爾蘭、新西蘭等多國專輯榜冠軍，以及其他主流國家專輯榜前10位。根據國際唱片業協會的資料，專輯成為2017年與2018年全球最暢銷的作品之一，全球累計銷量達到300萬張。
專輯的首支單曲〈那我們呢?〉於2017年8月10日發行，並打進澳洲、加拿大、法國、德國、意大利、英國等多國排行榜前10位。專輯的同名曲〈美麗傷痕〉其後在2017年11月作為單曲發行，並打進全球超過10個國家單曲榜前40位。〈任你擺布〉跟〈秘密〉其後分別於2018年6月跟8月於指定國家作為單曲發行。為了宣傳專輯，紅粉佳人於「早安美國」、「2017年全美音樂獎」以及「艾倫·狄珍妮秀」等多場電視演出表演。紅粉佳人亦於2018年3月展開以專輯為主題的「美麗傷痕世界巡迴演唱會」。演唱會於全球巡迴演出159場，售出超過300萬張門票並獲得3.9億美元的票房收入，成為史上票房收入最高的演唱會之一。《美麗傷痕》其後亦獲得「第61屆格萊美獎」的「最佳流行演唱專輯」提名，而〈那我們呢?〉則在「第60屆格萊美獎」的「最佳最佳流行表演」提名。

## 發行背景
2012年9月，紅粉佳人發行了她的第六張錄音室專輯《有愛有真相》。專輯為受電子流行跟摇滚乐影響的流行專輯，並獲得樂評家整體正面的評價。專輯發行後取得商業上的成功，於全球售出超過700萬張。其後她於2013年2月至2014年1月展開以專輯為主題的「有愛有真相巡迴演唱會」，並以1.47億的票房收入成為2013年第三暢銷的演唱會。2014年3月，紅粉佳人與RCA唱片簽署發行多張專輯的新合約。她亦於同年與加拿大創作歌手達拉斯·格林組成組合「你加我二人組」，並以組合名義發行民謠專輯《玫瑰大道》。
在發行組合專輯後，紅粉佳人決定在事業上稍作歇息。然而期間她亦發行了多首歌曲，包括「艾倫·狄珍妮秀」第13季主題曲〈Today's the Day〉以及收錄於「魔境夢遊：時光怪客」電影原聲帶的歌曲〈熊熊烈火〉。紅粉佳人亦與歌手肯尼·薛士尼合作歌曲〈Setting the World on Fire〉，以及與歌手希雅一同於製作團體星門的歌曲〈Waterfall〉獻唱。
2017年6月，紅粉佳人在推特回覆歌迷時暗示正在製作新專輯的消息。7月21日，紅粉佳人於Instagram上分享了拍攝音樂影像帶時的幕後片段，並以文字說明：「Video #new #fyeah #itsallhappening」。翌日，她於Instagram上載了拍攝音樂影像帶的幕後照片，並公佈了新單曲的名稱與發行日期。8月9日，紅粉佳人在「布達佩斯島節」的表演後確認新專輯的名稱為《Beautiful Trauma》（美麗傷痕），並同時公開專輯的封面照。

## 創作與靈感

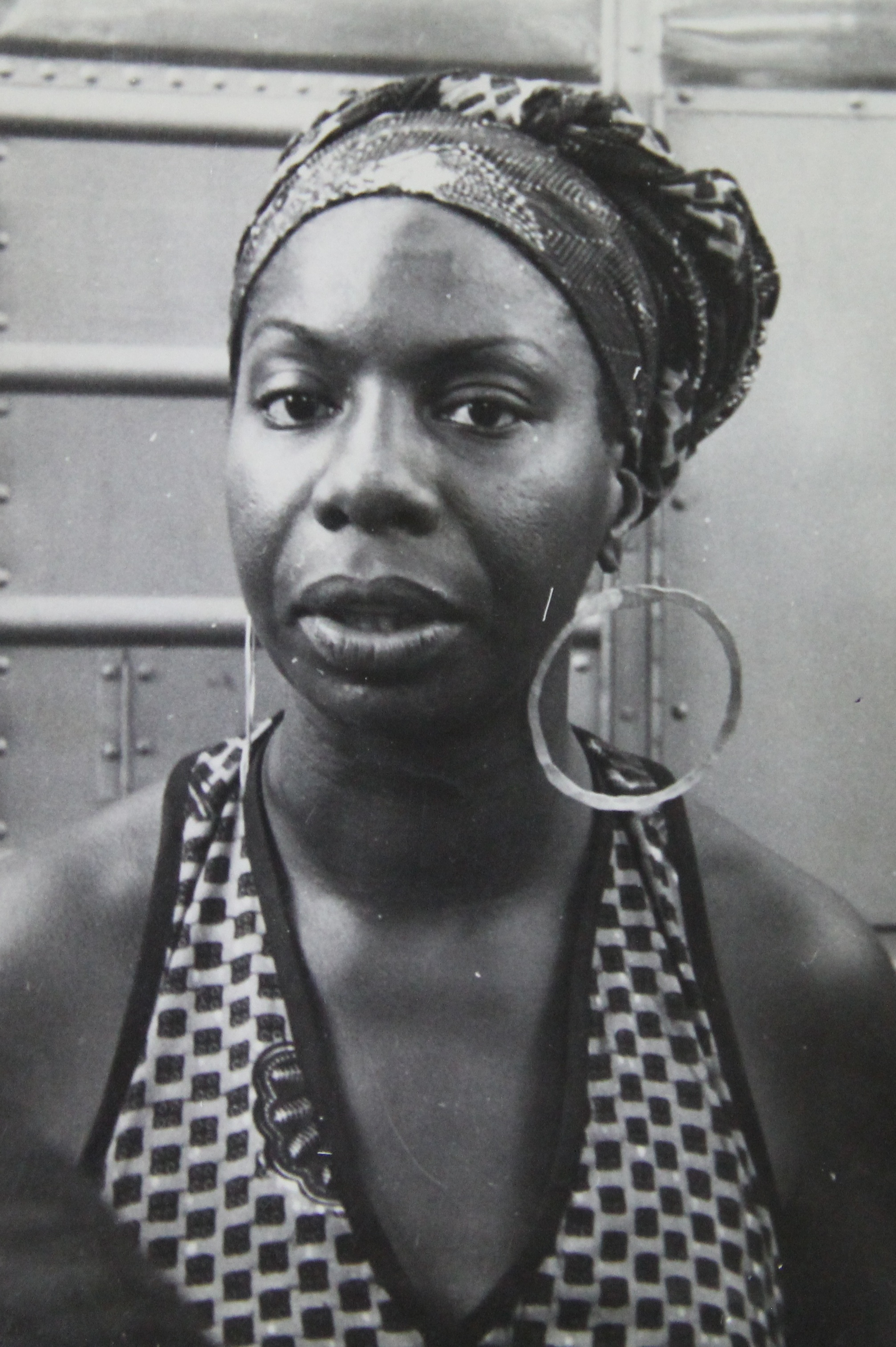
紅粉佳人形容〈捕獲我的心〉是向影響自己的歌手妮娜·西蒙（圖）仿傚的「最大嘗試」。

《美麗傷痕》的製作過程一共持續了超過三年，為紅粉佳人製作專輯花費最長時間的一次。專輯的早期創作工作並不順利，紅粉佳人指她花了一年時間在寫慢板跟悲傷的歌曲。她補充：「有一陣子我根本無話可說，除了說些愚蠢悲傷的話來。」但是她認為在事業的歇息幫助自己得到靈感，並「再次尋回（她的）聲音」。在歇息期間，她專注了自己的家庭上，並過著「平凡的生活」，使她在音樂上獲得更多靈感。在與《娱乐周刊》的訪問中，紅粉佳人指《美麗傷痕》反映了自己當時的生活，認為她主要專注在「盡可能地活得誠實」。歌曲的創作靈感來源主要來自幾件事情，包括流产、「2016年美國總統選舉」以及她的父親確診癌症。
紅粉佳人與大量詞曲作家跟製作人在《美麗傷痕》上合作，其中包括以往的長期合作對象比利·曼、马克斯·马丁、歇爾貝克等，亦包括強尼·麥克戴德、茱莉亞·麥可斯、杰克·安东诺夫等。在專輯的創作過程中，紅粉佳人與其他詞曲作家一共創作了50首歌，其中包括〈狂野之心不會碎〉。歌曲最初為了2015年的時代電影「妇女参政论者」而創作，並受到20世紀初期的同名運動所啟發。〈捕獲我的心〉由紅粉佳人與小托比亞斯·傑索於威尼斯的地球之星創作中心共同創作跟製作。歌曲於2016年紅粉佳人正值懷孕期間錄製，被她形容為「非常清醒」的時刻。她指自己在歌曲展現了「自己一生中最佳的聲樂表現」，並形容妮娜·西蒙為自己於聲樂演繹中的主要影響者。
2016年，紅粉佳人在洛杉矶跟比利·曼與克利斯汀·梅迪塞一起創作了〈我在這裡〉，歌曲描述了紅粉佳人的「人生旅程」。2017年7月，紅粉佳人產生想跟本土福音合唱團錄製歌曲的意念後便跟曼聯絡。他們來到費城後找到當地的30人合唱團共同錄製。曼與比爾·喬利作出聲音編排，而後者亦作為合唱團的總監。〈甜蜜復仇〉由紅粉佳人、馬克斯·馬丁跟歇爾貝克創作。在紅粉佳人寫下歌曲的饒舌歌詞後，她認為這是一首適合阿姆的歌曲。其後她傳了一封电子邮件給阿姆，表達出自己對他的愛與欽佩，並請求進行合作。當時身在里约热内卢的阿姆答應了她的請求，並於四天後以自己錄製好的饒舌部分回覆對方。紅粉佳人以「我覺得他是個歌詞天才，我覺得是他是有史以來最出色的人之一」形容阿姆。

## 標題與封面
紅粉佳人指專輯的標題是指在世界各地發生的暴行當中，她選擇以美好的一面看待它。在與《衛報》的訪問中，她解釋「我把專輯取名為《美麗傷痕》是因為人生實在太讓人受傷。雖然到處都是自然災難，（...）但世上仍然存在美麗的人，盡情地過生活，善待他人並願意幫助別人。因為我可以變得黑暗，所以我嘗試一直提醒自己世上美好的事比不好的多」 。專輯的封面隨著作品的發行消息於2017年8月9日公開。封面照片由庫特·烏斯瓦里科拍攝，紅粉佳人在封面中站在一所位於沙漠的失修加油站前。在照片中，她穿上鑲以珠寶的調整型內衣跟白色禮服，並披上一件偌大的銀色夾克，以及於頭上戴上反光墨鏡跟圓形耳環。

## 音樂與歌詞
《美麗傷痕》是一張包括電子舞曲與民間音樂的流行專輯。在歌詞上，專輯的歌曲以情感作為主題，涉及不安全感和不完美的人際關係，並表達了紅粉佳人對社會跟全球問題的關注。《偏锋杂志》的喬什·赫斯特把《美麗傷痕》形容為一張「關於傷痕累累的人」的流行專輯，而《滾石》則指專輯大多數歌曲分析了「婚後生活、成為人母跟世界狀況」。紅粉佳人解釋了專輯標誌著自己在懷孕後的聲樂風格轉變，比起以前更加清晰。多數評論家都指《美麗傷痕》由充滿擁有「戲劇性」副歌的抒情曲 ，而紅粉佳人的經理人羅格·戴維斯則以「純粹為過往專輯的延續」形容作品。
專輯的開場同名歌曲為由杰克·安东诺夫創作與製作的強力流行跟流行搖滾歌曲。歌曲包括「醉人」的鋼琴和弦，並使用了合成器跟管弦樂，而歌詞則把長期困擾的關係比喻為藥物成癮。〈甜蜜復仇〉被紅粉佳人形容為一首「有趣的作品」，同時是一首跟阿姆合作的「壞戀情合唱曲」。歌曲的演唱與饒舌部分交替出現，並以背叛、出軌跟不忠作為主題。〈任你擺布〉是一首由馬克斯·馬丁與歇爾貝克製作的「告解式」流行搖滾歌曲，並以紅粉佳人與丈夫凱裡·哈特之間關係的困難作為靈感。《沉迷音樂》的傑米·奧塔跟《PopMatters》的埃文·索迪皆指出〈任你擺布〉與電台司令1995年的歌曲〈High and Dry〉之間的相似性，認為兩曲之間的「一些和弦變化」相似。專輯的主打單曲〈那我們呢?〉由紅粉佳人、強尼·麥克戴德與史蒂夫·麥古基安共同創作，並由後者製作。歌曲是一首受4/4拍影響的電子音樂歌曲。歌曲作為抒情歌曲開始，歌詞表面上以戀情作為主題。歌曲的政治性歌詞描述了關於感到被忽略跟拋棄的人，他們的容忍與團結所帶來的「和平信息」。
〈於事無補〉是一首鋼琴抒情曲，並被形容為「使人感動的損傷」情歌，而〈芭比娃娃〉則是一首帶有民間音樂風格的歌曲，歌詞描述了成長的壓力以及表達對平凡時光的嚮往。專輯的第七首歌曲〈何去何從〉被《告示牌》的安德魯·安特伯格形容為在「羅賓·舒爾茨式的結他旋律」上講述一段受損的關係。〈至少現在就好〉是一首成人当代跟強力抒情歌曲，而〈秘密〉則是一首以深度浩室跟電子音樂把流行樂與放克音樂結合的歌曲。〈更好的人生〉是一首節奏藍調風格的嘟·喔普歌曲，並融合了福音音樂元素，紅粉佳人在歌詞中把自己與社交平台的人作比較。〈我在這裡〉是一首加入福音合唱團聲樂的賦權歌曲，歌詞講述了紅粉佳人的「人生旅程」。第十二首歌曲〈狂野之心不會碎〉由紅粉佳人跟邁克爾·巴斯比共同創作，是一首描述女性爭取平權與尊重的「女性主義聖歌」。專輯的結尾曲〈捕獲我的心〉是一首被形容為「原始」跟「感性」的鋼琴抒情曲。紅粉佳人在歌曲的聲樂與愛黛兒、卡洛爾·金跟瑪麗亞·凱莉的聲樂作為比較。

## 發行單曲
〈那我們呢?〉於2017年8月10日作為專輯的主打單曲發行。歌曲獲得樂評家正面的評價，包括讚賞歌曲的歌詞內容與製作，以及紅粉佳人的聲樂。歌曲發行後獲得商業成功，登上八個國家的單曲榜冠軍位置，並打進多國排行榜的前10位。在美國，歌曲最高登上《告示牌》百強單曲榜第13位，並獲美國唱片業協會認證為白金唱片，代表歌曲的認證銷量達到100萬張。歌曲的音樂錄影帶由喬治亞·哈德森執導，並由尼克·弗洛雷斯與RJ杜雷爾負責編舞，於2017年8月16日公開。錄影帶的主題為被拋棄的迷失世代以及不被聽見的人，透過舞蹈的力量跟代表性的旋律團結起來。
專輯的同名曲於2017年9月28日作為宣传单曲發行，其後於2017年11月21日轉為正式單曲往美國當代流行電台派台。歌曲的音樂影像帶由黃金男孩執導。影像帶迎來男演員查尼·泰坦參演，二人飾演一對1950年代的夫婦，過著日常生活並以一系列的鮮艷顏色裝束跳舞。他們於自己的「實驗階段」中向對方打開心扉，並包括异性装扮跟性虐恋的情節。歌曲發行後登上多個國家排行榜的前40位，包括澳洲、比利時（法蘭德斯）以及英國。
2017年10月5日，〈任你擺布〉於專輯發行一星期前作為宣傳單曲發佈。歌曲的音樂影像帶於2018年3月1日公開，展示了紅粉佳人為「美麗傷痕世界巡迴演唱會」綵排的畫面，當中亦包括「第五十二届超级碗」、「2017年MTV音樂錄影帶大獎」以及Apple Music紀錄片裡的片段。歌曲於2018年6月4日作為專輯第三首單曲往熱門成人當代電台派台，其後分別登上美國成人四十強單曲榜跟當代成人單曲榜第11位與第22位。〈秘密〉作為專輯的第四首，同時為最後一首單曲往特定的國家發行，歌曲的混音迷你專輯亦同時釋出。歌曲的音樂影像帶由紅粉佳人跟拉恩·波蘭德共同執導，並於西澳洲北橋拍攝。影像帶於2018年7月24日公開，展示了紅粉佳人與她的舞者在佈滿塗鴉的倉庫唱歌跳舞的畫面。〈秘密〉發行登上《告示牌》舞曲夜店歌曲榜冠軍歌曲，成為繼〈那我們呢?〉與專輯同名曲後專輯第三首於該榜取得冠軍的單曲。

#### 其他歌曲
2017年10月，饒舌歌手阿姆客串的歌曲〈甜蜜復仇〉確認將會作為專輯第二首單曲發行。但其後取消發行單曲計劃，改為讓〈美麗傷痕〉作為專輯第二首單曲發行。2018年1月29日，紅粉佳人於格林美獎表演的後一天公開了〈狂野之心不會碎〉的音樂影像帶，影像帶以全黑白色調拍攝。

## 發行與宣傳

### 巡迴演唱會

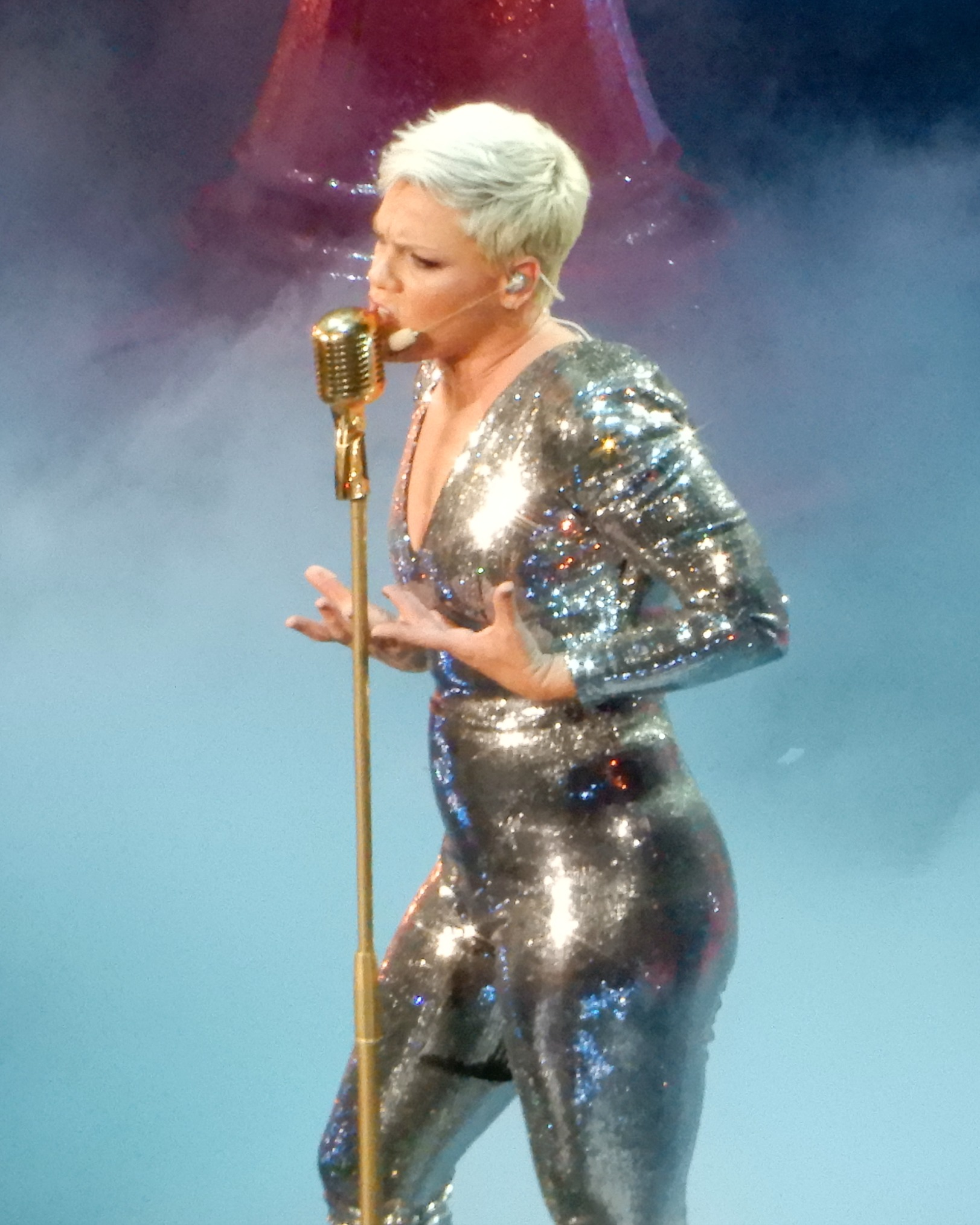
紅粉佳人在「美麗傷痕世界巡迴演唱會」麥迪遜廣場花園場次上演唱〈美麗傷痕〉。

2017年10月5日，紅粉佳人宣佈舉行她的第七次巡迴演唱會「美麗傷痕世界巡迴演唱會」以宣傳專輯，演唱會版圖包括北美地區。演唱會原訂包括17場大洋洲場次，但因門票供不應求而決定加開場次。2018年5月3日，紅粉佳人宣佈演唱會的北美第二巡迴階段於2019年展開，當中包括底特律跟蒙特利尔的改場場次。同年7月，紅粉佳人宣佈演唱會場次再次伸延，包括追加歐洲的巡迴階段。演唱會總共舉行了159場場次，當中包括89場北美場次、42場大洋洲場次，27場歐洲場次以及1場南美場次。演唱會獲得整體正面的反應，包括讚賞表演曲目、製作、歌手的聲樂與她的高空表演。演唱會亦取得巨大的商業成功，包括成為史上票房第10高的演唱會跟史上票房收入第2高的女性獨唱歌手演唱會，以及售出超過300萬張門票跟獲得3.9億美元的票房收入。

### 現場表演

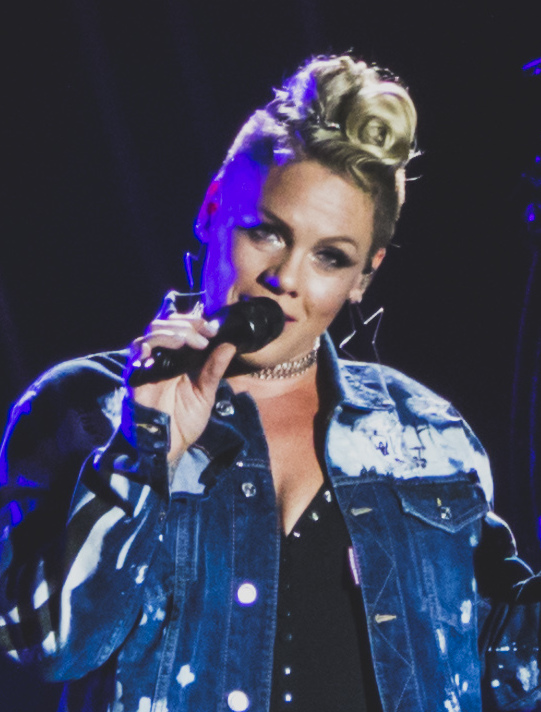
紅粉佳人於2017年「V音樂節」上演唱〈那我們呢?〉。

紅粉佳人於歐洲與北美地區舉行了專輯的宣傳演唱會以作推廣專輯。2017年8月11日，她在德国柏林的柏林森林劇場首次現場演唱〈那我們呢?〉。她亦成為「V音樂節」的表演嘉賓，並演唱了〈那我們呢?〉跟其他過往作品。在「2017年MTV音乐录影带大奖」上，紅粉佳人獲頒發「迈克尔·杰克逊音乐视频先锋奖」，並作為熱門歌曲串燒表演之一演唱了〈那我們呢?〉。2017年9月6日，紅粉佳人在洛杉磯王牌大飯店的歌劇院舉行了特別演唱會，並在特別邀請的歌迷面前率先披露《美麗傷痕》的收錄曲。她亦於同日現身「艾倫·狄珍妮秀」並演唱〈那我們呢?〉。2017年9月8日，她於BBC廣播一台的「現場休息室」演唱了〈那我們呢?〉、〈誰知道〉、〈再試一次〉以及翻唱自山姆·史密斯的〈陪在我身邊〉。她亦成為2017年「卡布德爾馬音樂節」的表演嘉賓，並演唱了包括〈那我們呢?〉等多首單曲。2017年9月22日，紅粉佳人於「iHeartRadio音樂節」上演唱了〈乾杯狂歡〉、〈搖滾遊樂園〉、〈熊熊烈火〉以及〈那又怎樣〉。
在2017年10月13日專輯發佈當天，紅粉佳人與Apple Music公開了「On The Record：紅粉佳人－美麗傷痕」短篇紀錄片，當中包括專輯錄製的片段。翌日，她登上了「週六夜現場」演唱〈那我們呢?〉，並首次演唱專輯的同名曲。兩日後，她於「早安美國」接受採訪並演唱了〈那我們呢?〉跟專輯同名曲。2017年10月22日，紅粉佳人於CBS电台在好萊塢露天劇場舉行的「我們能存活慈善會」上演唱了〈芭比娃娃〉、〈那我們呢?〉跟專輯同名曲，以宣揚乳腺癌警醒認識。2017年11月1日，她在「吉米·坎摩尔直播秀」上演唱了〈那我們呢?〉。她亦於2017月11月8日在「第51屆鄉村音樂協會獎」上表演了〈芭比娃娃〉。《滾石》的克里斯·帕頓稱該場表演「迷人跟精密」。2017年11月15日，紅粉佳人現身「詹姆斯·科爾登深夜秀」的拼車K歌秀環節，並演唱〈那我們呢?〉跟〈美麗傷痕〉等生涯熱門歌曲。
在「2017年全美音樂獎」上，紅粉佳人在洛杉磯的JW萬豪酒店外牆上以吊威亞方式邊走邊演唱專輯的同名曲。她亦在演出上與空中舞蹈團體班達魯普合作，以表演空翻等高空雜技。該場表演獲得正面反應，包括獲《每日郵報》讚賞為音樂獎當晚的亮點。在英國，紅粉佳人於2017年12月1日在「葛雷漢諾頓秀」上演唱了〈那我們呢?〉以宣傳專輯。兩天後，她現身「英國版X音素第14季」的決賽，並演唱了〈美麗傷痕〉。2017年12月5日，紅粉佳人於法国巴黎的蒙馬特愛麗舍舉行了演唱會，作為「NRJ音樂演唱會」的一部分。當中的表演曲目包括〈那我們呢?〉跟〈美麗傷痕〉。她其後亦現身法國電視節目「Quotidien」，接受採訪並演唱了〈那我們呢?〉。2017年10月10日，紅粉佳人於「德國之聲」表演了同曲。2018年，她出席了「第60届格莱美奖」表演了〈狂野之心不會碎〉，並在舞台上加入美國手語傳譯員。《人物》的斯蒂芬妮·佩蒂稱該場演出為「感性」的表演，而《告示牌》的凱蒂·阿特金森則認為紅粉佳人「在歌曲的情感巔峰中完美地展現出不可能的高音」。

## 專業評價
| 綜合得分        | 綜合得分 |
| 來源            | 評分     |
| --------------- | -------- |
| AnyDecentMusic? | 5.7/10   |
| Metacritic      | 62/100   |
| 評論得分        |          |
| 來源            | 評分     |
| 《AllMusic》    | [ 40 ]   |
| 《沉迷音樂》    | 7/10     |
| 《娱乐周刊》    | A-       |
| 《Idolator》    | [ 127 ]  |
| 《衛報》        | [ 53 ]   |
| 《滾石》        | [ 44 ]   |
| 《獨立報》      | [ 49 ]   |
| 《PopMatters》  | 4/10     |
| 《偏锋杂志》    | [ 41 ]   |
| 《今日美國》    | [ 128 ]  |

《美麗傷痕》獲得樂評家整體正面的評價。樂評網站Metacritic根據9筆評分對此專輯評分62/100，顯示這張專輯獲得了樂評的普遍好評。而另一個音樂整合網站AnyDecentMusic?則根據評分而對此專輯評分5.7/10。《AllMusic》的史蒂芬·托馬斯·艾爾維恩以五星為滿分給予專輯三星評價，指專輯的製作「充滿紅粉佳人以慎重的表演所帶來的真實情感」，但同時認為專輯聽起來「太被控制」，並以「馴獸師專輯」形容作品。《沉迷音樂》的奧塔讚賞專輯的製作以及作品受到的廣泛影響，認為紅粉佳人「證明了自己在業界仍然舉足輕重的同時，也證明了她是個極其重要的自信女歌手」。
《娱乐周刊》的查克·阿諾德給予專輯正面評價，認為專輯「清新而又熟悉」，並拿跟紅粉佳人同期的女歌手布蘭妮·斯皮爾斯以及基絲甸娜·阿圭莉拉作比較，指紅粉佳人已憑藉新作超越其餘二人。《Idolator》的邁克·尼德以五星為滿分給予專輯四星評價，指專輯充滿聰明的流行音樂作品，以及一些年度最令人嘆為觀止的歌詞。
《滾石》的毛利·約翰斯頓讚揚專輯的同名曲、〈任你擺布〉與〈甜蜜復仇〉為出色之作，但批評了專輯「放鬆」的中間部分。《衛報》的邁克爾·克拉格給予專輯褒貶不一的評價，認為專輯「完成了它的責任，但亦僅此而已」，並認同專輯「只是前一張作品的延續」這說法。
《獨立報》的安迪·吉爾以五星為滿分給予專輯三星評價，認為選擇的製作人使作品使「獨特性的空間很小」。《PopMatters》的索迪認為作品是紅粉佳人邁出的大膽一步，然而這個挑戰未有完全獲得回報，並以紅粉佳人於2003年憑著專輯《給我試試看》獲得的商業失敗作比較。但他認為這可能是紅粉佳人再迎來下一個創作高峰前的必要嘗試。《偏锋杂志》的喬什·赫斯特以五星為滿分給予專輯三星評價，讚揚紅粉佳人把專輯各種曲風的歌曲處理得自然，但批評這些歌曲綜合來後使專輯聽起來顯得凌亂，並認為專輯涉獵影響流行榜單的各類曲風的企圖心過強。《今日美國》的帕特里克·萊恩以四星為滿分給予專輯三星半評價，並指紅粉佳人於專輯展示出她「一直作為其中一個最具娛樂性與最坦率的明星」這個事實。

### 榮譽
《人物》在年終回顧時把《美麗傷痕》排名為2017年10張最佳專輯中的第8位。《滾石》則把專輯評為2017年20張最佳流行專輯中的第20位。而《告示牌》則把專輯列為2017年50張最佳專輯中的第30位。《美麗傷痕》其後亦獲得「第61屆格萊美獎」的「最佳流行演唱專輯」提名，而〈那我們呢?〉則在「第60屆格萊美獎」的「最佳最佳流行表演」提名。在「2018年告示牌音樂獎」上，專輯亦獲得「最佳銷售專輯」的提名。

## 商業成績

### 北美地區
在美國，《美麗傷痕》發行首週以408,000張專輯等價單位（包括384,000張實際銷量）空降《告示牌》二百強專輯榜冠軍位置。在美國與加拿大，官方開放專輯與主題演唱會門票的綑綁銷售，消費者購買後便會獲郵寄專輯光碟，並計算於銷量中。《美麗傷痕》創下紅粉佳人於美國的最高首週銷量紀錄，並成為她繼2012年的《有愛有真相》的第二張美國冠軍專輯。專輯亦為繼碧昂絲的《柠檬特调》後最高首週銷量的女歌手專輯，以及德雷克的《傲視》後首週實際銷量最高的專輯，但其後皆被泰勒·斯威夫特的《舉世盛名》所取代。專輯次週以64,000張專輯等價單位（包括53,000張實際銷量）排行在榜單第三位。專輯於2017年在美國售出628,000張實際銷量，成為該年實際銷量第七高的專輯。專輯於2018年5月26日回到《告示牌》二百強專輯榜的亞軍位置，比起前一週上升了81位，並售出139,000張專輯等價單位（包括135,000張實際銷量）。銷量上升的主要原因為與2019年的主題演唱會門票進行綑綁銷售。專輯亦成為紅粉佳人繼《有愛有真相》後第二張空降加拿大专辑榜冠軍的專輯，並於發行首週售出64,000張專輯等價單位（包括60,000張實際銷量）。《美麗傷痕》亦成為僅次仙妮亞·唐恩的《此時此刻》於當地全年首週銷量第二高的專輯。

### 其他地區
在澳洲，專輯於發行前三天售出50,000張銷量，其後以78,040張的首週銷量空降澳洲專輯榜冠軍，僅次紅髮艾德的《÷》成為當地全年首週銷量第二高的專輯。《美麗傷痕》成為紅粉佳人於澳洲的第五張冠軍專輯，並於發行首週後獲澳大利亚唱片业协会認證為雙白金唱片。專輯發行次週蟬聯榜首並突破100,000張總銷量，成為繼《魔髮精靈》原聲帶與《÷》後2017年第三張於當地取得多於一週冠軍的專輯。專輯發行第三週繼續蟬聯榜首，與《魔髮精靈》原聲帶一同成為2017年於當地獲得第二多冠軍週數的專輯。《美麗傷痕》發行第四週繼續位於榜首，為自愛黛兒2015年的專輯《25》後首張連續四週高據冠軍位置的女歌手專輯。專輯發行第五週被泰勒·斯威夫特的《舉世盛名》取代冠軍位置。專輯於兩週後再次升上榜首，使紅粉佳人獲得專輯冠軍的週數增至39週，與ABBA一同成為獲得專輯冠軍週數第六多的歌手 。專輯其後再次獲得冠軍，使她獲得專輯冠軍的週數增至40週，與愛黛兒一同成為獲得專輯冠軍週數第五多的歌手。在總共獲得六週冠軍後，專輯其後被《÷》取代冠軍位置。《美麗傷痕》在2017年於澳洲售出280,000張銷量，僅次於《÷》成為全年銷量第二高的專輯。
在英國，專輯以70,074張專輯等價單位空降英國專輯排行榜冠軍位置（包括5,519張串流折算銷量），成為紅粉佳人自2008年的《搖滾遊樂園》後的英國冠軍專輯。專輯發行次週被乔治·迈克尔的《專注聆聽》擠下冠軍位置。專輯在2017年於當地售出372,000張，成為非本土藝人全年最高銷量的專輯，也是整體全年第五高銷量的專輯。在紐西蘭，專輯總共獲得三週冠軍，並於2018年9月回到亞軍位置。在日本，專輯發行首週以數天的成績空降專輯實體榜第32位以及下載榜第3位，分別售出1,909張實體銷量以及2,428張下載量。專輯發行次週以2,442張實體銷量上升4名，並售出1,084下載量。在法國，專輯發行首週以14,853張銷量空降榜單冠軍。

## 歌曲列表
歌曲中文曲名參照索尼台灣中文翻譯。
| 曲序     | 曲目                                             | 词曲                                                                       | 製作人                | 时长  |
| -------- | ------------------------------------------------ | -------------------------------------------------------------------------- | --------------------- | ----- |
| 1.       | 美麗傷痕 Beautiful Trauma                        | 艾蕾莎·摩兒 杰克·安东诺夫                                                  | 安東諾夫              | 4:10  |
| 2.       | 甜蜜復仇（阿姆客串） Revenge（featuring Eminem） | 摩兒 馬紹爾·馬瑟斯 马克斯·马丁 歇爾貝克                                    | 馬丁 歇爾貝克         | 3:46  |
| 3.       | 任你擺布 Whatever You Want                       | 摩兒 馬丁 歇爾貝克                                                         | 馬丁 歇爾貝克         | 4:02  |
| 4.       | 那我們呢? What About Us                          | 摩兒 強尼·麥克戴德 （ 英语 ： Johnny McDaid） 史蒂夫·麥古基安 （ 英语 ： Steve Mac）             | 史蒂夫·邁克           | 4:29  |
| 5.       | 於事無補 But We Lost It                          | 摩兒 格萊格·科爾斯汀                                                       | 科爾斯汀              | 3:27  |
| 6.       | 芭比娃娃 Barbies                                 | 摩兒 茱莉亞·麥可斯 羅斯·高倫 （ 英语 ： Ross Golan） 雅各布·究斯炯 路德維希·索德伯格 | 傲嬌樂隊 [a] 高倫 [b] | 3:43  |
| 7.       | 何去何從 Where We Go                             | 摩兒 科爾斯汀                                                              | 科爾斯汀              | 4:27  |
| 8.       | 至少現在就好 For Now                             | 摩兒 麥可斯 馬蒂亞斯·拉爾森 羅賓·弗雷德里克森 馬丁                         | 馬特曼和羅賓          | 3:36  |
| 9.       | 秘密 Secrets                                     | 摩兒 馬丁 歇爾貝克 奧斯卡·霍爾特                                           | 馬丁 歇爾貝克 霍爾特  | 3:30  |
| 10.      | 更好的人生 Better Life                           | 摩兒 安東諾夫 山姆·德 （ 英语 ： Sam Dew）                                        | 安東諾夫              | 3:20  |
| 11.      | 我在這裡 I Am Here                               | 摩兒 比利·曼 （ 英语 ： Billy Mann） 克利斯汀·梅迪塞                                 | 曼 梅迪塞             | 4:06  |
| 12.      | 狂野之心不會碎 Wild Hearts Can’t Be Broken       | 摩兒 邁克爾·巴斯比 （ 英语 ： busbee）                                           | 巴斯比                | 3:21  |
| 13.      | 捕獲我的心 You Get My Love                       | 摩兒 小托比亞斯·傑索 （ 英语 ： Tobias Jesso Jr.）                                         | 小傑索 紅粉佳人 高倫  | 5:11  |
| 总时长： | 总时长：                                         | 总时长：                                                                   | 总时长：              | 51:08 |

| 《美麗傷痕》 – 日本版附贈曲 | 《美麗傷痕》 – 日本版附贈曲 | 《美麗傷痕》 – 日本版附贈曲 | 《美麗傷痕》 – 日本版附贈曲               | 《美麗傷痕》 – 日本版附贈曲 |
| 曲序                        | 曲目                        | 词曲                        | 製作人                                    | 时长                        |
| --------------------------- | --------------------------- | --------------------------- | ----------------------------------------- | --------------------------- |
| 14.                         | White Rabbit                | 格蕾絲·斯里克               | 安迪·杜德 （ 英语 ： Andy Dodd） 約翰·沃萊提斯 [b] | 2:43                        |
| 总时长：                    | 总时长：                    | 总时长：                    | 总时长：                                  | 53:51                       |

備註
- ^[a] 為主要與聲樂製作人
- ^[b] 為聲樂製作人

## 製作名單
資料來自《美麗傷痕》內頁。
音樂家
- 紅粉佳人 – 聲樂、和聲
- 阿姆 – 聲樂（曲目2）
- 杰克·安东诺夫 – 和聲（曲目1）、鼓、結他 、貝斯 、合成器（曲目1、10）、鋼琴（曲目10）
- 查利·比莎拉特 – 小提琴 （曲目12）
- 大衛·布科文斯基 – 大提琴 （曲目6）
- 巴斯比 – 鋼琴 （曲目12）
- 馬蒂亞斯·比隆德 – 弦樂 （曲目6）
- 羅伯特·卡尼 – 小提琴 （曲目12）
- 馬里奧·德·萊昂 – 小提琴 （曲目12）
- 安德魯·達克斯 – 中提琴 （曲目12）
- 馬特·富內斯 – 中提琴 （曲目12）
- 羅斯·高倫（英语：Ross Golan） – 結他 （曲目6）
- 米西·海爾 – 和聲 （曲目12）
- 杰拉爾多·希拉拉 – 小提琴 （曲目12）
- 奧斯卡·霍爾特 – 鍵盤 （曲目9）
- 馬特亞斯·約翰森 – 小提琴 （曲目6）
- 比爾·喬利 – 風琴 （曲目11）
- 費城歡樂音樂合唱團 – 合唱 （曲目11）
- 亞美·卡西基安 – 大提琴 （曲目12）
- 格萊格·科爾斯汀 – 鋼琴、貝斯 、結他 、鍵盤 （曲目5、7）
- 蒂莫西·蘭道爾 – 大提琴 （曲目12）
- 維克多·勞倫斯 – 大提琴 （曲目12）
- 克里斯·勞斯 – 鼓 （曲目4）
- 李松雅 – 小提琴 （曲目12）
- 娜塔莉·萊格特– 小提琴 （曲目12）
- 史蒂夫·邁克（英语：Steve Mac） – 鍵盤 （曲目4）
- 比利·曼（英语：Billy Mann） – 和聲 、原聲結他、鋼琴 （曲目11）
- 马克斯·马丁 – 鍵盤 （曲目2、3、9）
- 馬特曼和羅賓 – 貝斯、鍵盤 、結他 、打擊樂器 、鋼琴 、鼓 、拍手（曲目8）
- 盧克·莫雷 – 中提琴 （曲目12）
- 強尼·麥克戴德（英语：Johnny McDaid） – 結他 （曲目4）
- 瑟琳娜·麥金尼 – 小提琴 （曲目12）
- 克利斯汀·梅迪塞 – 鼓 （曲目11）
- 喬爾·帕曼 – 小提琴 （曲目12）
- 艾麗莎·帕克 – 小提琴 （曲目12）
- 維多利亞·帕克 – 小提琴 （曲目1、10）
- 莎拉·帕金斯 – 小提琴 （曲目12）
- 菲利普·A·皮特森 – 大提琴 （曲目1、10）
- 米凱萊·理查茲  – 小提琴 （曲目12）
- 史特夫·理查茲 – 大提琴 （曲目12）
- 歇爾貝克 – 和聲 、鍵盤 、結他 、貝斯、鼓 （曲目2、3、9）
- 埃文·史密斯 – 色士風 （曲目1、10）
- 特里薩·斯坦尼斯拉夫 – 小提琴 （曲目12）
- 大衛·史東 – 貝斯 （曲目12）
- 傲嬌樂隊（英语：The Struts） – 鍵盤、貝斯 、打擊樂器 （曲目6）
- 邁克爾·瓦萊里奧 – 貝斯 （曲目12）
- 約瑟菲娜·維加拉 – 小提琴 （曲目12）
- 凱瑟琳·文森特 – 中提琴 （曲目12）
- 約翰·維騰貝格 – 小提琴 （曲目12）
- 格雷格·莫羅（英语：Greg Morrow） – 鼓 （曲目14（附贈曲））
- 托尼·盧西多 – 貝斯 （曲目14（附贈曲））
- 羅伯·麥克尼利 – 結他 （曲目14（附贈曲））
- 安迪·多德（英语：Andy Dodd） – 鍵盤、鋼琴 （曲目14（附贈曲））

製作人
- 杰克·安东诺夫 – 製作、編曲 （曲目1、10）
- 科里·比斯 – 工程協助 （曲目2、3、9）
- 加布·伯奇 – 工程協助 （曲目4）
- 巴斯比 – 製作、和聲錄製、編輯、混音 （曲目12）
- 馬蒂亞斯·比隆德 – 弦樂編排、弦樂錄製、弦樂編輯 （曲目6）
- 大衛·坎貝爾 – 弦樂編排、弦樂指揮 （曲目12）
- 史特夫·切契 – 弦樂工程 （曲目12）
- 戴夫·克勞斯 – 編輯 （曲目12）
- 約翰·克蘭菲爾德 – 工程 （曲目6）
- 羅格·戴維斯（英语：Roger Davies (manager)） – 執行 製作
- 麥特·戴森 – 工程協助 （曲目4）
- 塞班·幾內亞 – 混音 （曲目1–11、13）
- 羅斯·高倫（英语：Ross Golan） – 聲樂製作 （曲目6）
- 約翰·漢內斯 – 混音工程
- 山姆·霍蘭德 – 工程 （曲目2、3、8、9）
- 奧斯卡·霍爾特 – 製作、編程 （曲目9）
- 邁克爾·伊爾伯特 – 工程 （曲目2、3、9）
- 小托比亞斯·傑索（英语：Tobias Jesso Jr.） – 製作 （曲目13）
- 比爾·喬利 – 福音合唱總監 （曲目11）
- 蘇齊·片山 – 承辦人 （曲目12）、管弦樂團經理 （曲目12）
- 格萊格·科爾斯汀 – 製作、編程 （曲目5、7）
- 大衛・庫奇 – 母帶
- 克里斯·勞斯 – 工程 （曲目4）
- 傑里米·萊托拉 – 工程協助 （曲目2、3、9）
- 史蒂夫·邁克（英语：Steve Mac） – 製作 （曲目4）
- 比利·曼（英语：Billy Mann） – 製作、編曲、工程 （曲目11）
- 克利斯汀·梅迪塞 – 製作、編曲、工程、鍵盤編程 （曲目11）
- 马克斯·马丁 – 製作、編程 （曲目2、3、9）
- 馬特曼和羅賓 – 製作、編程 （曲目8）
- 薩爾瓦多·奧耶達 – 工程、鋼琴工程 （曲目12）
- 查理·帕卡里 – 弦樂工程協助 （曲目12）
- 紅粉佳人 – 執行製作、製作 （曲目13）
- 諾亞·帕索維 – 工程 （曲目2）
- 丹恩·珀西 – 工程 （曲目4）
- 歇爾貝克 – 製作、編程 （曲目2、3、9）
- 喬恩·謝爾 – 工程協助 （曲目2）
- 勞拉·西斯克（英语：Laura Sisk） – 工程 （曲目1、10）
- 傲嬌樂隊（英语：The Struts） – 製作、聲樂製作、編程 （曲目6）
- 瑞安·沃爾什 – 工程協助 （曲目12）
- 布萊恩·戴維·威利斯 – 編輯 （曲目12）

設計與管理
- 瑞安·艾爾斯沃思 – 攝影
- 金·博文 – 服裝造型
- 傑里·海登 – 美術指導、設計
- 凱西·鄭 – 化妝
- 帕梅拉·尼爾 – 髮型
- 尼克·斯坦哈特 – 美術指導、設計
- 索爾夫·松茲伯 – 內部折疊照片
- 羅格·戴維斯（英语：Roger Davies (manager)） – 管理
- 比爾·班丹 – 管理
- 沙迪·法沙法爾 – 管理
- 麗莎·加勒特 – 管理
- 艾琳·泰勒 – 管理
- 唐·帕斯曼 – 法律代表
- 吉恩·所羅門 – 法律代表
- 南希·查普曼 – 商業管理
- 特蕾莎·波拉克 – 商業管理

## 榜單成績
| 週榜單（2017年）                      | 最高 位置 |
| ------------------------------------- | --------- |
| 澳洲專輯榜（ARIA）                    | 1         |
| 奧地利（奧地利Ö3專輯榜）              | 1         |
| 比利時法蘭德斯（Ultratop專輯榜）      | 1         |
| 比利時瓦隆（Ultratop專輯榜）          | 2         |
| 加拿大專輯榜（《告示牌》）            | 1         |
| 克罗地亚（HDU国际專輯榜）             | 2         |
| 捷克（ČNS IFPI專輯榜）                | 1         |
| 丹麥（Hitlisten專輯榜）               | 5         |
| 荷蘭（MegaCharts專輯榜）              | 1         |
| 芬蘭（Suomen virallinen lista專輯榜） | 4         |
| 法國（SNEP專輯榜）                    | 1         |
| 德國（Offizielle Top 100專輯榜）      | 2         |
| 匈牙利（MAHASZ專輯榜）                | 4         |
| 愛爾蘭（IRMA專輯榜）                  | 1         |
| 意大利專輯榜（FIMI）                  | 5         |
| 日本專輯榜（Oricon）                  | 28        |
| 紐西蘭專輯榜（RMNZ）                  | 1         |
| 挪威（VG-lista專輯榜）                | 2         |
| 波蘭（ZPAV專輯榜）                    | 6         |
| 葡萄牙（AFP專輯榜）                   | 5         |
| 蘇格蘭（OCC專輯榜）                   | 1         |
| 韓國（Gaon國際專輯榜）                | 7         |
| 西班牙專輯榜（PROMUSICAE）            | 4         |
| 瑞典專輯榜（Sverigetopplistan）       | 4         |
| 瑞士（Schweizer Hitparade專輯榜）     | 1         |
| 英國（OCC專輯榜）                     | 1         |
| 美國專輯榜（《告示牌》二百強專輯榜）  | 1         |

| 年榜單（2017年）                     | 位置 |
| ------------------------------------ | ---- |
| 澳洲專輯榜（ARIA）                   | 2    |
| 奧地利專輯榜（奧地利Ö3）             | 28   |
| 比利時專輯榜（Ultratop法蘭德斯）     | 27   |
| 比利時專輯榜（Ultratop瓦隆）         | 63   |
| 加拿大專輯榜（《告示牌》）           | 15   |
| 荷蘭專輯榜（MegaCharts）             | 33   |
| 法國專輯榜（SNEP）                   | 68   |
| 德國專輯榜（Offizielle Top 100）     | 18   |
| 匈牙利專輯榜（MAHASZ）               | 56   |
| 紐西蘭專輯榜（RMNZ）                 | 3    |
| 瑞士專輯榜（Schweizer Hitparade）    | 18   |
| 英國專輯榜（OCC）                    | 5    |
| 美國專輯榜（《告示牌》二百強專輯榜） | 46   |

| 年榜單（2018年）                     | 位置 |
| ------------------------------------ | ---- |
| 澳洲專輯榜（ARIA）                   | 9    |
| 比利時專輯榜（Ultratop法蘭德斯）     | 46   |
| 比利時專輯榜（Ultratop瓦隆）         | 142  |
| 加拿大專輯榜（《告示牌》）           | 9    |
| 荷蘭專輯榜（MegaCharts）             | 60   |
| 德國專輯榜（Offizielle Top 100）     | 67   |
| 愛爾蘭專輯榜（IRMA）                 | 28   |
| 紐西蘭專輯榜（RMNZ）                 | 7    |
| 瑞士專輯榜（Schweizer Hitparade）    | 23   |
| 英國專輯榜（OCC）                    | 34   |
| 美國專輯榜（《告示牌》二百強專輯榜） | 36   |

| 年榜單（2019年）                 | 位置 |
| -------------------------------- | ---- |
| 澳洲專輯榜（ARIA）               | 93   |
| 比利時專輯榜（Ultratop法蘭德斯） | 180  |

| 年代榜（2010年－2019年） | 位置 |
| ------------------------ | ---- |
| 澳洲專輯榜（ARIA）       | 19   |

## 認證
| 地區                                  | 认证    | 认证单位/销量 |
| ------------------------------------- | ------- | ------------- |
| 澳大利亚（澳大利亚唱片业协会）        | 4× 白金 | 280,000^      |
| 奥地利（國際唱片業協會奧地利分會）    | 金      | 7,500‡        |
| 加拿大（加拿大音乐协会）              | 2× 白金 | 160,000^      |
| 丹麦（國際唱片業協會丹麥分會）        | 金      | 10,000‡       |
| 法国（法國唱片出版業公會）            | 白金    | 100,000‡      |
| 德国（聯邦音樂產業協會）              | 白金    | 200,000‡      |
| 荷兰（荷蘭音像製品製作與進口協會）    | 白金    | 40,000‡       |
| 新西兰（新西兰唱片音乐协会）          | 2× 白金 | 30,000‡       |
| 挪威（國際唱片業協會挪威分会）        | 白金    | 20,000*       |
| 波兰（波蘭音像製造商協會）            | 白金    | 20,000‡       |
| 俄罗斯（全國唱片業製造者聯合會）      | 2× 白金 | 40,000*       |
| 瑞士（國際唱片業協會瑞士分会）        | 白金    | 20,000‡       |
| 英国（英国唱片业协会）                | 白金    | 516,087       |
| 美国（美國唱片業協會）                | 白金    | 1,000,000‡    |
| 總計                                  |         |               |
| 全球                                  | 不適用  | 3,000,000     |
| *僅含認證的實際銷量 ^僅含認證的出貨量 |         |               |

## 發行歷史
| 地區 | 日期           | 形式               | 廠牌 | 版本          | 來源    |
| ---- | -------------- | ------------------ | ---- | ------------- | ------- |
| 美國 | 2017年10月13日 | CD 線上下載 流媒体 | RCA  | 限制版 潔淨版 | [ 234 ] |

## 資料來源
1. ↑  Caulfield, Keith. . Billboard. 2012-09-26  [2019-12-20]. （原始内容存档于2018-12-16）.
2. ↑  Erlewine, Stephen Thomas. . AllMusic. 2012-09-17  [2019-12-20]. （原始内容存档于2019-04-20）.
3. ↑  Rosen, Jody. . Rolling Stone. 2012-09-14  [2012-12-20]. （原始内容存档于2019-12-07）.
4. ↑  Anderson, Kyle. . Entertainment Weekly. 2012-09-19  [2012-12-20]. （原始内容存档于2018-09-03）.
5. ↑  Corner, Lewis. . Digital Spy. 2016-11-14  [2019-12-20]. （原始内容存档于2019-07-13）.
6. ↑  Maloy, Sarah. . Billboard. 2012-09-18  [2012-12-20]. （原始内容存档于2017-02-08）.
7. ↑  . Billboard. 2013-12-13  [2018-03-23]. （原始内容存档于2018-06-18）.
8. ↑  Copsey, Robert. . Digital Spy. 2014-03-05  [2019-12-20]. （原始内容存档于2019-12-20）.
9. ↑  Staff, Billboard. . Billboard. 2014-03-04  [2019-12-20]. （原始内容存档于2019-10-09）.
10. ↑  Aneesha Dev. . AXS. 2014-10-15  [2018-03-23]. （原始内容存档于2018-03-24）.
11. 1 2 3 4 5 6 7 8  Ryan, Patrick. . USA Today. 2017-10-13  [2019-12-20]. （原始内容存档于2019-06-30）.
12. 1 2 3 4  Vain, Madison. . Entertainment Weekly. 2017-09-13  [2019-12-20]. （原始内容存档于2019-07-07）.
13. ↑  Bianca Gracie. . Idolator. 2015-09-11  [2018-03-23]. （原始内容存档于2019-08-26）.
14. ↑  James Hendicott. . NME. 2016-04-15  [2018-03-23]. （原始内容存档于2019-08-26）.
15. ↑  Parton, Chris. . Rolling Stone. 2016-09-15  [2018-10-03]. （原始内容存档于2019-09-29）.
16. ↑  Renshaw, David. . The Fader.   [2017-04-29]. （原始内容存档于2017-04-17）.
17. ↑  Mike, Nied. . Idolator. 2017-07-17  [2017-08-09].[]
18. ↑  Kevin, Apaza. . Direct Lyrics. 2017-07-24  [2017-08-09]. （原始内容存档于2017-08-09）.
19. ↑  Shaun, Kitchener. . Daily Express. 2017-07-23  [2017-08-09]. （原始内容存档于2017-08-09）.
20. ↑  Hilton, Dresden. . Out. 2017-07-24  [2017-08-08]. （原始内容存档于2019-08-26）.
21. ↑  Wass, Mike. . Idolator. 2017-07-24  [2017-08-09].[]
22. ↑  . 2017-08-09  [2019-10-15]. （原始内容存档于2020-01-27）.
23. 1 2 3  . Elvis Duran and the Morning Show. 2017-10-13  [2019-12-21]. （原始内容存档于2018-01-28）.
24. 1 2 3 4 5 6  Todd, Charles (Director).  (Documentary). Apple Music. 2017-10-13  [2019-12-21]. （原始内容存档于2019-01-25）.
25. 1 2  Wood, Mikael. . Los Angeles Times. 2017-10-11  [2019-12-21]. （原始内容存档于2019-10-20）.
26. ↑  Reed, Ryan. . Rolling Stone. 2017-10-13  [2019-12-21]. （原始内容存档于2019-12-21）.
27. ↑  . E!. 2017-10-12  [2019-12-21]. （原始内容存档于2019-10-29）.
28. 1 2  . RCA Records (新闻稿). 2017-08-10  [2019-12-21]. （原始内容存档于2019-07-11）.
29. 1 2  Bendix, Trish. . Billboard. 2017-10-17  [2019-12-21]. （原始内容存档于2019-03-23）.
30. ↑   (音像媒体说明). Pink. RCA Records. 2017.
31. 1 2 3  West, Rachel. . Entertainment Tonight Canada. 2017-10-10  [2019-12-21]. （原始内容存档于2017-10-11）.
32. 1 2  Amorosi, A.D. . The Philadelphia Inquirer. 2017-08-29  [2019-12-21]. （原始内容存档于2019-12-21）.
33. ↑  Amorosi, A.D. . Variety. 2017-10-20  [2019-12-21]. （原始内容存档于2018-01-29）.
34. ↑  Vain, Madison. . Entertainment Weekly. 2017-10-12  [2019-12-21]. （原始内容存档于2019-04-14）.
35. 1 2 3  Nicholson, Rebecca. . The Guardian. 2017-10-13  [2019-12-21]. （原始内容存档于2019-10-13）.
36. ↑  Lockett, Dee. . Vulture. 2017-10-13  [2019-12-22]. （原始内容存档于2019-11-08）.
37. 1 2  Cirisano, Tatiana. . Billboard. 2017-08-09  [2019-12-22]. （原始内容存档于2019-06-26）.
38. ↑  . Daily Mail. 2017-08-10  [2019-12-22]. （原始内容存档于2017-08-11）.
39. ↑  Seemayer, Zach. . Entertainment Tonight Canada. 2017-08-09  [2019-12-22]. （原始内容存档于2019-08-16）.
40. 1 2 3 4 5  . AllMusic.   [2019-10-15]. （原始内容存档于2017-10-17）.
41. 1 2 3 4 5 6 7  .   [2017-12-05]. （原始内容存档于2017-10-27）.
42. 1 2 3 4  Coscarelli, Joe. . The New York Times. 2017-10-05  [2019-12-22]. （原始内容存档于2019-11-15）.
43. 1 2 3 4 5 6 7 8  Sawdey, Evan. . PopMatters. 2017-11-02  [2019-12-24]. （原始内容存档于2019-06-30）.
44. 1 2 3 4 5  . Rolling Stone.   [2019-10-15]. （原始内容存档于2019-07-14）.
45. ↑  Hunter-Tilney, Ludovic. . Financial Times. 2017-10-13  [2019-12-24]. （原始内容存档于2017-10-15）.
46. 1 2 3 4 5 6 7  Unterberger, Andrew. . Billboard. 2017-10-13  [2019-12-23]. （原始内容存档于2018-08-01）.
47. 1 2  Gaca, Anna. . Spin. 2017-09-28  [2019-12-23]. （原始内容存档于2019-10-17）.
48. 1 2 3 4  Otsa, Jamie. . Drowned in Sound. 2017-10-13  [2019-12-24]. （原始内容存档于2019-04-13）.
49. 1 2 3 4  Gill, Andy. . The Independent. 2017-10-19  [2019-12-24]. （原始内容存档于2019-04-13）.
50. 1 2 3 4 5  . ew.com. 2017-10-13  [2019-10-15]. （原始内容存档于2017-11-01）.
51. ↑  . CBS News. 2017-10-08  [2019-12-24]. （原始内容存档于2019-02-23）.
52. 1 2  . Billboard.   [2017-12-13]. （原始内容存档于2019-07-07）.
53. 1 2 3  Cragg, Michael. . 2017-10-15  [2019-10-15]. （原始内容存档于2019-07-14） –www.theguardian.com.
54. ↑  Hunter-Tilney, Ludovic. . Financial Times. 2017-12-08  [2019-12-21]. （原始内容存档于2019-06-30）.
55. ↑  Lockett, Dee. . Vulture. 2017-08-10  [2019-12-28]. （原始内容存档于2019-05-22）.
56. ↑  Legaspi, Althea. . Rolling Stone. 2017-08-10  [2019-12-28]. （原始内容存档于2019-09-25）.
57. 1 2 3 4  紅粉佳人的排行榜歷史：

. Billboard.   [2019-12-13]. （原始内容存档于2019-05-08）.

. Billboard.   [2019-12-13]. （原始内容存档于2019-04-20）.

. Billboard.   [2019-12-13]. （原始内容存档于2019-05-08）.

. Billboard.   [2019-12-13]. （原始内容存档于2019-05-07）.

. Swiss Hitparade.   [2019-12-13]. （原始内容存档于2019-12-13）.

. Official Charts Company.   [2019-12-13]. （原始内容存档于2019-11-20）.

. Hung Medien.   [2019-12-28]. （原始内容存档于2018-11-25）.
58. ↑  . Recording Industry Association of America.   [2019-12-28] （英语）.
59. ↑  McDermott, Maeve. . USA Today. 2017-08-17  [2019-12-28]. （原始内容存档于2019-12-13）.
60. ↑  . Daily Mail. 2017-08-17  [2019-12-28]. （原始内容存档于2017-08-18）.
61. ↑  Appugliesi, Jordan. . Entertainment Tonight Canada. 2017-08-16  [2019-12-28]. （原始内容存档于2019-12-22）.
62. ↑  Aswad, Jem. . Variety. 2017-09-28  [2019-12-28]. （原始内容存档于2019-12-17）.
63. ↑  Armstrong, Megan. . Billboard. 2017-09-28  [2019-12-28]. （原始内容存档于2019-08-26）.
64. ↑  . All Access Media Group.   [2017-11-21]. （原始内容存档于2017-11-21）.
65. ↑  Gaca, Anna. . Spin. 2017-11-21  [2019-12-28]. （原始内容存档于2019-06-28）.
66. ↑  Lin, Summer. . Elle. 2017-11-21  [2019-12-28]. （原始内容存档于2019-04-29）.
67. ↑  LeeLo, Jamie. . Elite Daily. 2017-11-21  [2019-12-28]. （原始内容存档于2019-12-28）.
68. ↑  Aswad, Jem. . Variety. 2017-11-21  [2019-12-28]. （原始内容存档于2019-12-08）.
69. ↑  Blistein, Jon. . Rolling Stone. 2017-11-21  [2019-12-28]. （原始内容存档于2019-12-28）.
70. ↑  Whiteman, Bobbie. . Daily Mail. 2017-11-21  [2019-12-28]. （原始内容存档于2017-12-23）.
71. ↑  Leight, Elias. . Rolling Stone. 2017-10-05  [2019-12-28]. （原始内容存档于2019-12-21）.
72. ↑  Kaufman, Gil. . Billboard. 2018-03-01  [2019-12-28]. （原始内容存档于2018-07-25）.
73. ↑  Atad, Corey. . Entertainment Tonight Canada. 2018-03-02  [2019-12-28]. （原始内容存档于2019-12-28）.
74. ↑  Grow, Kory. . Rolling Stone. 2018-03-02  [2019-12-28]. （原始内容存档于2019-12-28）.
75. ↑  .   [2018-05-25]. （原始内容存档于2018-05-23）.
76. ↑  . iTunes Store (US). 2018-08-03  [2019-12-28]. （原始内容存档于2019-12-28）.
77. ↑  Reed, Ryan. . Rolling Stone. 2018-07-25  [2019-12-28]. （原始内容存档于2019-12-07）.
78. ↑  Tornow, Sam. . Billboard. 2019-07-25  [2019-12-28]. （原始内容存档于2018-07-30）.
79. ↑  Longmire, Becca. . Entertainment Tonight Canada. 2018-07-25  [2019-12-28]. （原始内容存档于2019-12-28）.
80. ↑  . BBC Radio 1. United Kingdom. 2017-11-10  [2017-11-10]. （原始内容存档于2017-11-10）.
81. ↑  ullivan, Jerriann. . Scary Mommy. 2018-01-31  [2019-10-02]. （原始内容存档于2018-06-27）.
82. ↑  Armstrong, Megan. . Billboard. 2017-10-05  [2019-12-28]. （原始内容存档于2019-08-26）.
83. ↑  Brandle, Lars. . Billboard. 2017-10-09  [2019-12-28]. （原始内容存档于2019-08-27）.
84. ↑  . PR Newswire. 2018-05-03  [2019-12-28]. （原始内容存档于2019-08-20）.
85. ↑  Trendell, Andrew. . New Musical Express. 2018-10-23  [2019-12-14]. （原始内容存档于2019-12-12）.
86. ↑  King, Eric. . Entertainment Weekly. 2017-10-05  [2019-12-28]. （原始内容存档于2019-06-17）.
87. ↑  Pedrosa, Marina. . Billboard. 2018-11-12  [2019-12-28]. （原始内容存档于2019-08-20）.
88. ↑  Al-Sa'afin, Aziz. . Newshub. 2018-08-16  [2019-12-28]. （原始内容存档于2019-04-18）.
89. ↑  Wood, Mikael. . Los Angeles Times. 2018-05-26  [2019-12-28]. （原始内容存档于2019-10-22）.
90. ↑  Hirsh, Marc. . Boston Globe. 2018-04-10  [2019-12-28]. （原始内容存档于2018-06-15）.
91. ↑  Frankenberg, Eric. . Billboard. 2019-08-20  [2019-12-28]. （原始内容存档于2019-12-15）.
92. ↑  Feeney, Nolan. . Billboard. 2019-10-31  [2019-12-12]. （原始内容存档于2019-11-02）.
93. ↑  E. Müller, Peter.  [Singer Pink thrilled the sold out Waldbühne]. Berliner Morgenpost. 2017-08-12  [2019-12-25]. （原始内容存档于2019-08-26） （德语）.
94. ↑  . MTV. 2017-08-20  [2019-12-25]. （原始内容存档于2019-04-30）.
95. ↑  Hoffman, Ashley. . Time. 2017-08-28  [2019-12-25]. （原始内容存档于2019-01-06）.
96. ↑  Quinn, Dave. . People. 2017-08-27  [2019-12-25]. （原始内容存档于2019-12-08）.
97. ↑  . 2017-08-30  [2019-12-25] –Instagram.
98. 1 2  Aswad, Jem. . Variety. 2017-10-04  [2019-12-24]. （原始内容存档于2019-09-24）.
99. ↑  Tenreyro, Tatiana. . Billboard. 2019-09-06  [2019-12-25]. （原始内容存档于2017-10-11）.
100. ↑  . BBC. 2017-09-08  [2019-12-25]. （原始内容存档于2018-11-08）.
101. ↑  Wass, Mike. . Idolator. 2017-09-08  [2019-12-25]. （原始内容存档于2019-06-24）.
102. ↑  James Rocha, Michael. . The San Diego Union-Tribune. 2017-09-17  [2019-12-25]. （原始内容存档于2018-12-09）.
103. ↑  Halperin, Shirley; Amabile Angermiller, Michele. . Variety. 2017-09-23  [2019-12-25]. （原始内容存档于2019-12-02）.
104. ↑  Nied, Mike. . Idolator. 2017-10-05  [2019-12-25]. （原始内容存档于2019-06-07）.
105. ↑  Karsen, Shira. . Billboard. 2017-10-15  [2019-12-25]. （原始内容存档于2018-07-25）.
106. ↑  Wendowski, Andrew. . Music Mayhem Magazine. 2017-10-16  [2019-12-25]. （原始内容存档于2018-02-21）.
107. ↑  Willman, Chris. . Variety. 2017-10-22  [2019-12-25]. （原始内容存档于2019-03-25）.
108. ↑  Barrett, Kenya. . The Press-Enterprise. 2017-10-22  [2019-12-25]. （原始内容存档于2017-10-23）.
109. ↑  . 2017-10-30  [2019-12-25] –Instagram.
110. ↑  Payne, Chris. . Billboard. 2017-11-08  [2019-12-25]. （原始内容存档于2019-08-26）.
111. ↑  Parton, Chris. . Rolling Stone. 2017-11-09  [2019-12-24]. （原始内容存档于2019-12-25）.
112. ↑  Moore, Sam. . New Musical Express. 2017-11-15  [2019-12-25]. （原始内容存档于2018-07-01）.
113. ↑  Unterberger, Andrew. . Billboard. 2017-11-19  [2019-12-25]. （原始内容存档于2019-08-27）.
114. ↑  Murphy, Desiree. . Entertainment Tonight. 2017-11-19  [2019-12-25]. （原始内容存档于2019-12-25）.
115. ↑  . Daily Mail.   [2017-11-20]. （原始内容存档于2017-12-22）.
116. ↑  Houghton, Rianne. . Digital Spy. 2017-11-11  [2019-12-25]. （原始内容存档于2019-06-04）.
117. ↑  . BBC. 2019-12-01  [2019-12-25]. （原始内容存档于2017-12-17）.
118. ↑  Henman, Ellie. . The Sun. 2017-12-03  [2020-01-29]. （原始内容存档于2019-12-25）.
119. ↑  J., Caroline.  [The 2017 NRJ Music Tour at the Elysée Montmartre in Paris with Pink, Rag'n'bone Man, Kyo]. SortirAParis.com. 2017-11-30  [2019-12-25]. （原始内容存档于2019-12-25） （法语）.
120. ↑   [Ratings: "Quotidien" caused a sensation thanks to Pink, "TPMP" isn't looking so good]. France-Soir. 2017-12-06  [2019-12-26]. （原始内容存档于2018-09-16） （法语）.
121. ↑   ["The Voice of Germany" 2017: Natia Todua is the winner]. Augsburger Allgemeine. 2017-12-21  [2019-12-26]. （原始内容存档于2019-09-19） （德语）.
122. ↑  Brown, Sierra. . Vibe. 2018-01-28  [2019-12-26]. （原始内容存档于2018-06-16）.
123. ↑  Petit, Stephanie. . People. 2018-01-28  [2019-12-26]. （原始内容存档于2018-04-04）.
124. ↑  Atkinson, Katie. . Billboard. 2018-01-28  [2019-12-26]. （原始内容存档于2019-08-26）.
125. 1 2  . AnyDecentMusic?.   [2017-11-28]. （原始内容存档于2019-08-26）.
126. 1 2  . Metacritic.   [2017-12-27]. （原始内容存档于2017-10-17）.
127. 1 2  Nied, Mike. . Idolator. 2017-10-13  [2017-10-13]. （原始内容存档于2017-10-24）.
128. 1 2  Ryan, Patrick. . USA Today.   [2019-10-15]. （原始内容存档于2017-10-21）.
129. ↑  Nelson, Jeff. . People. 2017-12-08  [2017-12-12]. （原始内容存档于2017-12-12）.
130. ↑  Spanos, Brittany; Vozick-Levinson, Simon; Johnston, Maura; Levy, Joe; Hermes, Will; Sheffield, Rob. . Rolling Stone.   [2017-12-12]. （原始内容存档于2017-12-13）.
131. ↑  . The Recording Academy.   [2018-12-07]. （原始内容存档于2019-02-10）.
132. ↑  Sisario, Ben. . The New York Times. 2017-11-28  [2017-12-07]. （原始内容存档于2017-12-08）.
133. ↑  . Billboard. 2018-04-17  [2020-05-04]. （原始内容存档于2020-03-31）.
134. ↑  .   [2019-10-15]. （原始内容存档于2020-03-07）.
135. 1 2  Caulfield, Keith. . Billboard. 2017-10-22  [2017-10-22]. （原始内容存档于2017-10-25）. 参数|magazine=与模板{{cite journal}}不匹配（建议改用{{cite magazine}}或|journal=） (帮助)
136. ↑  Caulfield, Keith. . Billboard. 2017-11-20  [2017-11-20]. （原始内容存档于2017-12-05）.
137. ↑  Caulfield, Keith. . Billboard. 2017-10-30  [2017-10-31]. （原始内容存档于2017-10-31）. 参数|magazine=与模板{{cite journal}}不匹配（建议改用{{cite magazine}}或|journal=） (帮助)
138. ↑  Caulfield, Keith. . Billboard. 2018-01-03  [2018-01-04]. （原始内容存档于2018-12-27）. 参数|magazine=与模板{{cite web}}不匹配（建议改用{{cite magazine}}或|website=） (帮助)
139. ↑  Hunt, Chase. . AXS Contributor. 2018-05-22  [2019-10-01]. （原始内容存档于2020-04-06）.
140. ↑  . Rolling Stone. 2018-05-20  [2020-01-19]. （原始内容存档于2018-06-18）.
141. 1 2  . FYIMusicNews. 2017-10-23  [2017-10-24]. （原始内容存档于2017-10-23）.
142. ↑  McCabe, Kathy. . News Australia. 2017-10-18  [2017-10-21]. （原始内容存档于2017-10-20）.
143. ↑  Cashmere, Paul. . Noise11. 2017-11-20  [2017-11-22]. （原始内容存档于2017-12-01）.
144. ↑  Ryan, Gavin. . Noise11. 2017-10-23  [2017-10-28]. （原始内容存档于2019-08-26）.
145. ↑  Ryan, Gavin. . Noise11. 2017-10-30  [2017-12-11]. （原始内容存档于2017-12-12）.
146. ↑  Ryan, Gavin. . 2017-11-05  [2017-12-11]. （原始内容存档于2017-12-12）.
147. ↑  Ryan, Gavin. . Noise11. 2017-11-13  [2017-12-11]. （原始内容存档于2019-08-26）.
148. ↑  . themusic.com.au. 2017-11-18  [2017-11-18]. （原始内容存档于2017-11-18）.
149. ↑  Ryan, Gavin. . Noise11. 2017-12-03  [2017-12-11]. （原始内容存档于2017-12-03）.
150. ↑  Ryan, Gavin. . Noise11. 2017-12-09  [2017-12-11]. （原始内容存档于2017-12-09）.
151. ↑  Ryan, Gavin. . Noise11. 2017-12-16  [2017-12-20]. （原始内容存档于2017-12-18）.
152. ↑  Adams, Cameron. . Herald Sun. 2018-01-04  [2018-01-05]. （原始内容存档于2019-08-26）.
153. ↑  Jones, Alan. . MusicWeek. 2017-10-20  [2017-10-20]. （原始内容存档于2017-10-21）.
154. ↑  Copsey, Rob. . Official Charts Company. United Kingdom. 2017-10-20  [2017-10-21]. （原始内容存档于2017-10-21） （英语）.
155. ↑  Myers, Justin. . Official Charts Company.   [2017-10-27]. （原始内容存档于2017-10-27）.
156. 1 2  White, Jack. . Official Charts Company. 2018-01-03  [2018-01-03]. （原始内容存档于2018-01-03）.
157. ↑  .   [2019-10-15]. （原始内容存档于2019-08-26）.
158. ↑  . Oricon Charts. 2017-10-19  [2017-10-20]. （原始内容存档于2017-10-20）.
159. ↑  . Oricon Charts. 2017-10-19  [2017-10-21]. （原始内容存档于2017-10-21）.
160. ↑  . Oricon Charts. 2017-10-25  [2017-10-25]. （原始内容存档于2017-10-26）.
161. ↑  . Oricon Charts. 2017-10-25  [2017-10-25]. （原始内容存档于2017-10-26）.
162. ↑  . Aficia. 2017-10-20  [2017-10-20]. （原始内容存档于2017-10-21）.
163. ↑  . 索尼音樂娛樂.   [2017-12-05]. （原始内容存档于2019-08-30）.
164. ↑  . Tower Records Japan. Japan.   [2017-10-14]. （原始内容存档于2017-10-18）.
165. ↑   (音像媒体说明). Pink. RCA Records. 2017.
166. ↑  . Australian Recording Industry Association. 2017-11-13  [2017-11-11]. （原始内容存档于2016-07-31）.
167. ↑  "P!nk - Beautiful Trauma" (in German). Austriancharts.at. Hung Medien.  [2017-10-25].
168. ↑  "P!nk – Beautiful Trauma" (in Dutch). Ultratop.be. Hung Medien.  [2017-10-20].
169. ↑  "P!nk – Beautiful Trauma" (in French). Ultratop.be. Hung Medien.  [2017-10-20].
170. ↑  "Top Stranih [Top Foreign]" (In Croatian). Top Foreign Albums. HDU.  [2016-10-20].
171. ↑  "Top 50 Prodejní". Czech Albums. ČNS IFPI. Note: On the chart page, select 201742 on the field besides the word "Zobrazit", and then click over the word to retrieve the correct chart data.  [2017-10-27].
172. ↑  "Danishcharts.dk – P!nk – Beautiful Trauma". Hung Medien.  Retrieved 2017-10-25.
173. ↑  "P!nk – Beautiful Trauma" (in Dutch). Dutchcharts.nl. Hung Medien.  [2017-10-20].
174. ↑  "P!nk: Beautiful Trauma" (in Finnish). Musiikkituottajat.  Retrieved 2017-10-22.
175. ↑  . Syndicat National de l'Édition Phonographique.   [2017-10-24].
176. ↑  "Offiziellecharts.de – P!nk – Beautiful Trauma" (in German). GfK Entertainment Charts.  [2017-10-20].
177. ↑  "Archívum – Slágerlisták – MAHASZ – Magyar Hangfelvétel-kiadók Szövetsége". Mahasz.hu. LightMedia.  [2017-10-19].
178. ↑  . Irish Recorded Music Association.   [2017-10-21].
179. ↑  . Federazione Industria Musicale Italiana.   [2017-10-21]. （原始内容存档于2017-06-06）.
180. ↑  . Oricon.   [2017-10-25]. （原始内容存档于2017-10-26）.
181. ↑  . Recorded Music NZ. 2017-10-23  [2017-10-20]. （原始内容存档于2017-10-24）.
182. ↑  . VG-lista.   [2017-10-21].
183. ↑  "Oficjalna lista sprzedaży :: OLIS - Official Retail Sales Chart". OLiS. Polish Society of the Phonographic Industry.  [2017-10-26].
184. ↑  "P!nk – Beautiful Trauma". Portuguesecharts.com. Hung Medien.  [2017-10-25].
185. ↑  "Official Scottish Albums Chart Top 100". Official Charts Company.  Retrieved 2017-10-21.
186. ↑  "South Korea GAON International Albums Chart". On the page, select "{{{year}}}" and then "2017.10.08~2017.10.14" to obtain the corresponding chart. Korean Charts. Gaon.  [2015-10-21].
187. ↑  . Productores de Música de España.   [2017-10-26]. （原始内容存档于2017-10-25）.
188. ↑  . Sverigetopplistan.   [2017-10-20]. （原始内容存档于2009-03-27）. Click on "Veckans albumlista".
189. ↑  "P!nk – Beautiful Trauma". Swisscharts.com. Hung Medien.  [2017-10-25].
190. ↑  "Official Albums Chart Top 100". Official Charts Company.  Retrieved 2017-10-21.
191. ↑  . Australian Recording Industry Association.   [2018-01-05]. （原始内容存档于2018-01-06）.
192. ↑  . oe3.orf.at.   [2017-12-29]. （原始内容存档于2018-06-21）.
193. ↑  . Ultratop.   [2017-12-21]. （原始内容存档于2017-12-22）.
194. ↑  . Ultratop.   [2017-12-21]. （原始内容存档于2017-12-22）.
195. ↑  . Billboard.   [2017-12-14]. （原始内容存档于2017-12-24）.
196. ↑  . dutchcharts.nl. Hung Medien.   [2017-12-23]. （原始内容存档于2017-12-23）.
197. ↑  . SNEP.   [2018-08-26]. （原始内容存档于2018-08-15） （法语）.
198. ↑  . offiziellecharts.de. GfK Entertainment.   [2017-12-29]. （原始内容存档于2017-12-29） （德语）.
199. ↑  . Mahasz.   [2017-02-07]. （原始内容存档于2018-01-11）.
200. ↑  . Recorded Music NZ.   [2017-12-22]. （原始内容存档于2017-12-22）.
201. ↑  . hitparade.ch.   [2017-12-31]. （原始内容存档于2019-11-10）.
202. ↑  . Billboard.   [2017-12-12]. （原始内容存档于2017-12-24）.
203. ↑  . Australian Recording Industry Association.   [2019-01-10]. （原始内容存档于2019-06-05）.
204. ↑  . Ultratop.   [2018-12-21]. （原始内容存档于2019-12-27）.
205. ↑  . Ultratop.   [2018-12-21]. （原始内容存档于2019-12-27）.
206. ↑  . Billboard.   [2018-12-05]. （原始内容存档于2019-03-29）.
207. ↑  . MegaCharts.   [2019-01-05]. （原始内容存档于2019-06-22） （荷兰语）.
208. ↑  . GfK Entertainment. offiziellecharts.de.   [2018-12-21]. （原始内容存档于2018-12-21） （德语）.
209. ↑  White, Jack. . Official Charts Company. 2019-01-04  [2019-01-13]. （原始内容存档于2019-05-19）.
210. ↑  . Recorded Music NZ.   [2018-12-14]. （原始内容存档于2019-03-28）.
211. ↑  . Hung Medien.   [2018-12-31]. （原始内容存档于2019-03-28）.
212. ↑  . Official Charts Company.   [2019-01-04]. （原始内容存档于2020-09-28）.
213. ↑  . Billboard.   [2018-12-05]. （原始内容存档于2020-03-21）.
214. ↑  . Australian Recording Industry Association.   [2020-01-10]. （原始内容存档于2020-03-15）.
215. ↑  . Ultratop.   [2019-01-22]. （原始内容存档于2020-02-22）.
216. ↑  . January 2020  [2020-01-17]. （原始内容存档于2020-01-11）.
217. ↑   (PDF). Australian Recording Industry Association.   [2017-12-23] （英语）.
218. ↑  . IFPI Austria.   [2017-12-01] （德语）.
219. ↑  . Music Canada.   [2018-06-01] （英语）.
220. ↑  . IFPI Danmark.   [2019-04-16] （丹麦语）. 浏览下方到2019的列表获取认证。
221. ↑  . Syndicat National de l'Édition Phonographique.   [2018-06-26] （法语）.
222. ↑  . Bundesverband Musikindustrie.   [2018-12-20] （德语）.
223. ↑  . Nederlandse Vereniging van Producenten en Importeurs van beeld- en geluidsdragers.   [2018-07-09] （荷兰语）. 在“Artiest of titel”框输入“Beautiful Trauma”。 在“Alle jaargangen”下拉菜单选择“2019”。
224. ↑  . Recorded Music NZ.   [2018-06-29] （英语）.
225. ↑  . IFPI Norway.   [2019-06-17] （挪威语）.
226. ↑  . Polish Society of the Phonographic Industry.   [2019-01-16] （波兰语）.
227. ↑   (PDF). Izvestia Music.   [2018-07-13]. （原始内容 (PDF)存档于2018-06-26） （俄语）.
228. ↑  . IFPI Switzerland. Hung Medien.   [2018-12-18] （德语）.
229. ↑  . British Phonographic Industry （英语）.
230. ↑  Paine, Andre. . Music Week. 2019-02-22  [2019-02-23]. （原始内容存档于2019-02-24）.
231. ↑  . Recording Industry Association of America.   [2018-04-20].
232. ↑   (PDF). International Federation of the Phonographic Industry: 9.   [2018-06-08]. （原始内容 (PDF)存档于2018-04-24）.
233. ↑  . International Federation of the Phonographic Industry.   [2019-07-14]. 原始内容存档于2019-03-22.
234. ↑  《美麗傷痕》的發行日期來源：
  - . 美國: Amazon.com.   [2017-10-10]. ASIN B074JNTRTG.
  - . iTunes Store. 美國.   [2017-10-10]. （原始内容存档于2017-10-04）.
  - . iTunes Store. 美國.   [2017-10-10]. （原始内容存档于2017-10-14）.